# NerdTV
NerdTV é um programa de televisão transmitido pela PBS.
Todos os episódios do programa são disponibilizados através da linceça Creative Commons.